# Lithiumchloracetat
Lithiumchloracetat ist das Lithiumsalz der Chloressigsäure mit der Summenformel C2H2ClO2Li.

## Gewinnung und Darstellung
Lithiumchloracetat kann durch Salzbildungsreaktion aus Lithiumhydroxid und Chloressigsäure in Methanol oder Ethanol hergestellt werden.
{\displaystyle \mathrm {LiOH+CH_{2}ClCOOH\longrightarrow CH_{2}ClCOOLi+H_{2}O} }
Eine Synthese aus Lithiumhydrid und Chloressigsäure in THF wurde ebenfalls beschrieben.

## Eigenschaften
Lithiumchloracetat kristallisiert im monoklinen Kristallsystem in der Raumgruppe P21/c (Raumgruppen-Nr. 14) mit den Gitterparametern a = 938,8 pm, b = 484,5 pm, c = 901,2 pm und β = 94,33°. In der Elementarzelle befinden sich vier Formeleinheiten. Die Kristalle sind isomorph zu Lithiumbromacetat und Lithiumiodacetat.
Im Gegensatz zu vielen anderen Halogenacetaten der Alkalimetalle geht Lithiumchloracetat im festen Zustand keine Polymerisationsreaktion zu Poly-hydroxyessigsäure ein.
Lithiumchloracetat zerfällt beim Erhitzen an der Luft in Lithiumchlorid, Kohlendioxid und Wasser.